# Escola Diplomática da Espanha
A Escola Diplomática (Escuela Diplomática em espanhol) é uma instituição oficial dependente do Ministério dos Negócios Estrangeiros da Espanha. Foi constituída em 1942 e está localizada em Madrid.

## Objetivo Principal
Sua principal missão é treinar diplomatas espanhóis como funcionários públicos. Ele também se concentra no treinamento de funcionários que servem no exterior e daqueles que aspiram a uma carreira no serviço público internacional, entre outras funções desse tipo. O curso em relações internacionais é oferecido em colaboração com as principais universidades espanholas, entre elas a Universidade Complutense de Madrid. Este curso reúne estudantes espanhóis e estrangeiros nas áreas de diplomacia e oferece uma educação geral focada em direito internacional e relações internacionais.
A admissão ao mestrado é feita por meio de um exame que avalia o conhecimento dos candidatos sobre relações internacionais. Não há um programa fixo para este exame; em vez disso, as questões são baseadas em assuntos internacionais da data do exame, dessa forma demonstrando as capacidades dos alunos em assuntos da atualidade.

## Cursos
A instituição oferece os seguintes cursos, além do curso seletivo para funcionários públicos da carreira diplomática:
- Curso sobre a União Europeia (Diploma em Comunidades Europeias).
- Curso de protocolo em colaboração com a Universidade de Oviedo e a Escola de Administração Pública da Generalidade da Catalunya, ou Governo da Catalunha, dirigido por Felio A. Vilarrubias.
- Curso de Assuntos Administrativos
- Curso de Assuntos Consulares
- Curso de islamismo.
- Curso de Direitos humanos.

Além dos cursos, existem módulos para línguas estrangeiras. Anualmente, o Rei da Espanha participa na cerimônia de formatura junto com o Ministro das Relações Exteriores.

## Diretores
Desde a sua criação, os diretores da Escola Diplomática:
- Emílio de Palácios y Fau (1942-1946)
- José María Doussinague y Teixidor (1946-1949)
- Juan Francisco de Cárdenas y Rodríguez de Rivas (1950-1957)
- Cristóbal del Castillo e Campos (1957-1958)
- Emilio de Navasqüés e Ruiz de Velasco, Conde de Navasqüés (1950-1972)
- Juan José Rovira y Sánchez-Herrero (1973-1974)
- Gonzalo Fernández de la Mora y Mon (1976)
- José Antonio Giménez-Arnau y Gran (1976-1979)
- José María Moro Martín-Montalvo (1979-1983)
- Juan Ignácio Tena Ybarra (1983-1985)
- Miguel Ángel Ochoa Brun (1985-1991)
- Ramón Armengod López (1991-1994)
- José Coderch Planas (1994-1996)
- Mariano Ucelay de Montero (1996-1999)
- José María Velo de Antelo (1999-2002)
- María Isabel Vicandi Plaza (2002-2003)
- Antonio Cosano Pérez (2003-2004)
- Andrés Collado González (2004-2007)
- Ignácio Sagaz Temprano (2007-2009)
- José Antonio Martínez do Villareal Baena (2009-2012)
- José Luis de la Peña Vela (2012-

## Personalidades Notáveis
Entre ex-alunos da instituição, destacam-se as seguintes personalidades:
Relações Exteriores e Cooperação
- Miguel Ángel Moratinos, Ministro (2004-2010)
- Carlos Westendorp, Ministro (1995-1996)
- Fernando Morán, Ministro (1982-1985)
- Jonathan Delgado, Conselheiro de Relações Exteriores e Cônsul Geral
- Dita Charanzová, Membro do Parlamento Europeu (2014 - )
- Mami Mizutori, Escritório das Nações Unidas para a Redução do Risco de Desastres (2016 - )

Partido Popular (Espanha)
- Gustavo de Arístegui, deputado
- Jorge Moragas, deputado
- Vicente Blanco Gaspar, embaixador e escritor

Literatura
- Santiago de Mora-Figueroa y Williams, Marquês de Tamarón, escritor, ex-embaixador da Espanha no Reino Unido e ex-diretor do Instituto Cervantes
- Fernando Schwartz, romancista
- José María Ridao, escritor e jornalista
- Padre Apeles, ou José-Apeles Santolaria de Puey y Cruells, advogado e jornalista
- Isabel Sartorius, aristocrata.

## Links externos
- Site Oficial da Escola